# Alicia Vargas
Alicia Vargas Ángel (* 2. Februar 1954 in León, Guanajuato), auch bekannt unter dem Spitznamen La Pelé, ist eine ehemalige mexikanische Fußballspielerin. 

## Leben
„La Pelé“ Vargas war die herausragende Spielerin in den Anfangsjahren des Frauenfußballs in Mexiko, die als mexikanische Nationalspielerin an den beiden 1970 und 1971 inoffiziell ausgetragenen Frauenfußballweltmeisterschaften teilnahm, bei denen Mexiko zunächst den dritten Platz belegte und anschließend Vizeweltmeister wurde. Beim ersten Spiel der WM 1970 steuerte sie vier Treffer zum 9:0-Sieg gegen Österreich bei und war mit insgesamt fünf Toren, die sie bei diesem Turnier erzielte, auch die erfolgreichste Torjägerin der mexikanischen Mannschaft.
Auf Vereinsebene spielte „La Pelé“ Vargas seit ihrem 14. Lebensjahr für die Frauenfußballmannschaft ihres Lieblingsvereins Club Deportivo Guadalajara, die sich seit 1997 offiziell Chivas Femenil nennen darf. 
Ihre herausragende Bedeutung im mexikanischen Frauenfußball wird unter anderem durch ihre Aufnahme in den „Salón de la Fama del Fútbol Internacional“ im Jahr 2019 ersichtlich, als sie als einzige Frau unter Männern diese Auszeichnung erhielt.